# Érimón
Érimón (également Éremón et Héremón ; en gaélique moderne Éiremhón), fils de Míl Espáine, selon les légendes médiévales et la tradition pseudo-historique irlandaise, est un des chefs qui participèrent à l'invasion de l'Irlande par les Milesiens et qui conquirent l'île sur les Tuatha Dé Danann. Il est également l'un des premiers Ard ri Erenn et l'ancêtre revendiqué de nombreuses dynasties irlandaises postérieures.

## Étymologie
Le nom Éremón a été rapproché de celui du dieu védique Aryaman. Selon John D Bengtson, il dériverait de l'indo-européen *H1er- « membre de son propre clan », avec des développements sémantiques naturels > « homme libre, personne ». Le héros irlandais présente des aspects communs avec le dieu védique. Comme lui, il est étroitement lié à la vie collective de la nation, avec les idéaux de parenté et de vengeance (contrat), avec les fonctions d'ascendance et de grande descendance. Il est également un « ... constructeur de chaussées et de routes royales... a organisé une protection contre les flèches ennemies empoisonnées... a fourni des épouses à ses alliés et a organisé une succession héréditaire en faveur des Irlandais, son propre peuple... » Sa nombreuse progéniture comprend les rois d'Ulster.

## Conquête de l'Irlande
Avant de venir en Irlande, Érimón et son demi-frère aîné Éber Donn régnaient conjointement sur la Péninsule Ibérique. Leur grand-oncle Íth effectue une expédition pacifique en Irlande qu'il avait vue du haut d'une tour construite par son père Breogan, mais il est tué par trois rois des Tuatha Dé Danann, Mac Cuill, Mac Cecht et Mac Gréine.
Afin de le venger les Milesiens envahissent l'île avec à leur tête Érimon et Éber Donn. Ils défont les Tuatha Dé Danan lors de la Bataille Tailtiu. Éber Donn y est tué, et la souveraineté du pays conquis est partagée entre Érimón dans le nord et son jeune frère Eber Finn dans le sud. Une année après la Bataille de Tailtiu, Eber Finn mécontent de la moitié de l'île obtenue lors du partage combat son frère à Airgetros, il perd la bataille et est tué.

## Règne
Érimón devient le seul souverain de l'Irlande. Il nomme alors quatre rois provinciaux en donnant le Leinster à Crimthann Sciathbél des Fir Domnann descendant des Fir Bolg qui les avaient aidé pendant la conquête; le Munster aux fils d'Eber Finn, Ér, Orba, Ferón et Fergna; le Connacht à Ún et Étan, fils de Uicce et l'Ulster à Eber mac Ír son neveu.
C'est sous son règne que les Cruithnidh, après avoir tenté de s'implanter en Irlande, se seraient finalement installés dans le nord de l'île de Bretagne avec les femmes que les gaëls leur avaient données.
Il règne pendant 15 ans (F.F.E) ou 16 ans (A.F.M) , à la fin desquels il meurt à Airgetros, il a comme successeurs ses fils Muimne, Luigne et Laigne qui règnent conjointement.

## Chronologie
Geoffrey Keating date son règne de 1287-1272 av. J.-C., les Annales des quatre maîtres  de 1700 à 1684 av. J.-C..

## Unions et postérité
Érimon a deux épouses, Odba, mère de Muimne, Luigne et Laigne, qu'il laisse en Espagne, et Tea, fille de Lugaid mac Íth, mère de Íriel Fáid, qui l'accompagne en Irlande, où elle meurt. Tea aurait donné  son nom à la  colline Tara, où elle fut  inhumée. Le Lebor Gabála Érenn explique qu'en vieil irlandais Temair correspond  à  « Tea mur », « le rempart de Tea » .

## Source
- (en) Cet article est partiellement ou en totalité issu de l’article de Wikipédia en anglais intitulé « Érimón » (voir la liste des auteurs), édition du 7 avril 2012.